# Jean Odon Debeaux
Jean Odon Debeaux (Agen, 4 agosto 1826 – Tolosa, 20 febbraio 1910) è stato un farmacista e botanico francese.
Nel 1854 si è qualificato come farmacista a Parigi, poi si unì nell'esercito francese, e nel 1854-1859 è stato stazionato in Algeria (Algeri, Boghar e nella regione della Cabilia). In seguito, ha partecipato a una spedizione militare in Cina (1860-1862), in cui ha raccolto degli esemplari botanici e malacologici nelle isole Canarie e nel Sud Africa. In seguito, fu stazionato in Corsica (1870) e nel Perpignano (1872), poi è tornato in Algeria, dove ha lavorato come capo farmacista presso l'ospedale di Orano (1880-1886). Nel 1898 si ritirò e si stabilisce a Tolosa.

## Pubblicazioni principali
- Catalogue des plantes observées dans le territoire de Boghar, (1861).
- Essai sur la pharmacie et la matière médicale des Chinois, (1865).
- Algues marines récoltées en Chine pendant l'expédition francaise de 1860-1862, (1875).
- Florule du Tché-foû (province de Chan-tong) (1877).
- Recherches sur la flore des Pyrénées-Orientales, (1878–80).
- Contributions à la flore de la Chine, (1879).
- Révision de la Flore agenaise ; suivie de la flore du Lot-et-Garonne, (1889).
- Synopsis de la flore de Gibraltar, (1889), con Gustave Dautez.[3]